# 227767 Enkibilal
227767 Enkibilal è un asteroide della fascia principale. Scoperto nel 2006, presenta un'orbita caratterizzata da un semiasse maggiore pari a 2,1915278 UA e da un'eccentricità di 0,0770877, inclinata di 1,29300° rispetto all'eclittica.